# Phoradendron briquetianum
Phoradendron briquetianum är en sandelträdsväxtart som beskrevs av Trelease. Phoradendron briquetianum ingår i släktet Phoradendron och familjen sandelträdsväxter. Inga underarter finns listade i Catalogue of Life.